# Hermann Kay
Hermann Kay (geboren 31. August 1839 in Balje; gestorben Dezember 1902 in Berlin) war ein deutscher Genremaler.

## Leben

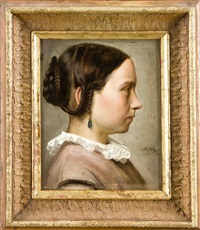
Mädchen im Profil

Kay studierte Malerei zunächst an der Kunstakademie Königsberg und schrieb sich anschließend 1866 für die technische Malklasse an der Akademie der Bildenden Künste München ein.
Nach seiner Übersiedelung nach Berlin beteiligte er sich dort von 1862 bis 1892 nahezu jährlich an den von der Preußischen Akademie der Künste veranstalteten Ausstellungen. Auch die Großen Kunstausstellungen der Jahre 1894, 1897 und 1898 beschickte er mit seinen Bildnissen, die vielfach humoristische Szenen aus dem Kinderleben zeigten.
Kays Werke fanden Aufnahme in Katalogen wie beispielsweise zur Großen Kunstausstellung 1878 in Lübeck oder den Ausstellungen im Münchener Glaspalast von 1879 und 1883.

## Bekannte Werke
Zu Kays bekannteren Schöpfungen zählen neben verschiendenen Szenen aus Kinderstuben Bildnisse wie etwa
- Im Damenatelier;[3]
- Erwartung am Meer;[3]
- das nach Vorlage von Walter Scott gemalte Bildnis Die Inselfrau;[3]
- Bittschön!;[3]
- Der einzige Freund.[3]